# Motjärnarna (Björna socken, Ångermanland, 709785-162152)
Motjärnarna är en sjö i Örnsköldsviks kommun i Ångermanland och ingår i Gideälvens huvudavrinningsområde.